# 王建極 (天啓進士)
王建極（？—1638年），字素徽，直隸廣平府威縣人，明朝政治人物。

## 生平
天啟五年（1625年）乙丑科進士，選庶吉士，授翰林院检讨，侍經筵，稽古陳謨，適合上意，恩賜文綺朱提。親老乞歸侍養，崇禎十一年戊寅，城破被執死。

## 引用
1. ↑  《明季北略》：戊寅二月，大清兵攻宣平府羊房膳堡。冬十月甲辰，高起潜兵败，京师戒严，召各撫入援。十一月癸亥，掠良乡、涿州。初九丁卯，薄景州，入高阳，少师孫承宗死之。己酉，入衡水、武邑諸州縣，又破威縣，殺家居翰林王建極。至内丘，知县高翔汉力守，乃退。
2. ↑  《廣平府志》